# 野口里佳
野口 里佳（のぐち りか、1971年 - ）はベルリン在住の日本の写真家。
埼玉県さいたま市（旧・大宮市）生まれ。

## 経歴
- 1971年　埼玉県さいたま市に生まれる。
- 1994年　日本大学芸術学部写真学科を卒業。
- 1995年　第5回ひとつぼ展グランプリ受賞。
- 1996年　第5回写真新世紀グランプリを受賞。
- 2001年　第13回写真の会賞を受賞。
- 2002年　芸術選奨文部科学大臣新人賞（美術部門）を受賞。
- 2014年　第30回東川賞国内作家賞を受賞。
- 2025年　〜多摩美術大学美術学部 グラフィックデザイン学科非常勤講師を勤める。

## 主な活動
- 1995年 「潜る人」 ギャラリー楽風（浦和区）
- 1996年 「創造の記録」 ガーディアン・ガーデン（銀座）
- 1997年 「フジヤマ」 P3 art and environment（四谷）
- 1998年 「Seeing Birds」 Wohnmaschine（ベルリン）
- 2001年 「果たして月へ行けたか？」 パルコギャラリー（渋谷）
- 2001年 「予感」 猪熊弦一郎現代美術館
- 2002年 「水をつかむ」 ギャラリー小柳（銀座）
- 2004年 「飛ぶ夢を見た」　原美術館（品川）
- 2004年「Somebodies」アイコン・ギャラリー（バーミンガム）
- 2007年 「マラブ・太陽」 ギャラリー小柳（銀座）